# Thelma Fardin
Thelma Inés Fardin Caggiano (Bariloche, Província de Río Negro, Argentina; 24 de outubro de 1992), mais conhecida como Thelma Fardin, é uma atriz, cantora e ativista argentina conhecida pelo seu papel de Josefina Beltrán na telenovela infantil Patito Feo.

## Biografia
Thelma Fardín nasceu em Bariloche e se mudou para Buenos Aires na sua infância, onde começou a estudar atuação a partir dos sete anos.
Começou sua carreira em 1999, participando da telenovela Cabecita, protagonizada por Agustina Cherri. No mesmo ano deu seu primeiro passo na carreira cinematográfica como atriz no filme La Edad del Sol com Soledad Pastorutti.
Logo depois teve participações em Los Simuladores, Tiempo Final e como apresentadora de Dibujando La Tarde  e Chicos Argentinos e sua primeira atuação no teatro foi em Pequeño Fantasma. Em 2006 participou da telenovela Sos mi vida, junto a Facundo Arana.
Entre 2007 e 2008 fez parte do elenco de Patito Feo, telenovela infanto-juvenil argentina, onde interpretou Josefina, a melhor amiga de Patito (Laura Natalia Esquivel), alcançando grande popularidade.
Em 2010 fez parte da telenovela Consentidos.
Nos anos de 2016 e 2017 participou de Soy Luna, série do Disney Channel América Latina, no papel de Flor Balsano. Em 2017 particou também de Divina, está en tu corazón, telenovela co-producida por Pol-ka Producciones e Televisa, interpretando a Yanina, repetindo sua parceria com Laura Natalia Esquivel. Em 2019 interpretou Mara na série da Nickelodeon América Latina Kally's Mashup.
Em 11 de dezembro de 2018, acusou Juan Darthés, companheiro de elenco e responsável pelos shows de Patito Feo de abuso sexual em um show em Nicarágua no ano de 2009. Na época, Fardin tinha 16 anos e Darthés, 45. O ator já havia recibido denúncias antes de assédio por parte da atriz Calu Rivero e de abuso sexual por parte das atrizes Ana Coacci e Natalia Juncos. A partir desta denúncia, surgiu o movimento #Miracomonospodemos, conhecido como #Metoo argentino.  O processo penal está sendo conduzido no Brasil e atualmente encontra-se no Tribunal Regional Federal de São Paulo. A advogada Carla Junqueira representa Thelma no Brasil. 

## Televisão
| Ano         | Televisão                  | Personagem               |
| ----------- | -------------------------- | ------------------------ |
| 1999-2000   | Cabecita                   | Garota (sem créditos)    |
| 2000        | Los Iturralde              | Martina Iturralde        |
| 2002        | Tiempo Final               | Isabel                   |
| 2002        | Los simuladores            | Sofía Pasternak          |
| 2003        | Dr. Amor                   | Carla                    |
| 2004        | La niñera                  | Cintia                   |
| 2004        | Dibujando la tarde         | Florencia Vidal          |
| 2005        | Chicos Argentinos          | Thelma Benitez           |
| 2006        | Sos mi vida                | Laura Fernandez Quesada  |
| 2007 / 2008 | Patito Feo                 | Josefina Beltran         |
| 2009-2010   | Consentidos                | Luz Villegas             |
| 2011        | Peter Punk                 | Lulú Reyes               |
| 2011        | Un año para recordar       | Sabrina Castro           |
| 2011        | Mentira la verdad          | Tatiana Martínez         |
| 2011        | Dance!                     | Renata                   |
| 2011        | Tiempo de pensar           | Luna                     |
| 2012        | El hombre de tu vida       | Laura García             |
| 2012        | Presentes                  | Jimena                   |
| 2013        | Histórias de corazón       | Júlia                    |
| 2014        | Somos família              | Mara Alevi               |
| 2014        | Guapas                     | Jéssica                  |
| 2015        | El mal menor               | Roxana "Roxy"            |
| 2016        | Conflictos modernos        | Amiga de Luciana         |
| 2016-2017   | Soy Luna                   | Florencia "Flor" Balsano |
| 2017        | Divina, está en tu corazón | Yanina                   |
| 2017        | Cuentáme cómo pasó         | Lorena                   |
| 2018        | Dalia de las hadas         | Lorena                   |
| 2019        | Kally's Mashup             | Mara                     |

1. ↑  https://g1.globo.com/pop-arte/noticia/2018/12/14/thelma-fardin-acusa-juan-darthes-de-estupro-e-da-inicio-a-movimento-metoo-na-argentina.ghtml
2. ↑  «Argentina Thelma Fardin está no Brasil por processo de estupro contra ator brasileiro». CNN Brasil. Consultado em 11 de março de 2022